# Skidamarink
Skidamarink est le premier roman publié par Guillaume Musso paru en 2001 aux éditions Anne Carrière. Il fut imprimé à seulement 3 000 exemplaires, et ne permit pas à l’écrivain de se faire connaître. Ce roman fut introuvable pendant de nombreuses années, et les seuls exemplaires étaient vendus à un prix très élevé. Par conséquent, il fut réédité en septembre 2020 aux Éditions Calmann-Lévy.

## Résumé
Ce roman tourne autour de l’enquête que mènent les quatre protagonistes afin de comprendre le plan qui se cache derrière le vol de la Joconde, et surtout le fait qu'ils aient chacun reçu un morceau du tableau ainsi qu'une invitation à un rendez-vous dans une chapelle de Toscane.

## Versions

### Livre papier
- Guillaume Musso, Skidamarink, Paris, éditions Calmann Lévy, 30 septembre 2020 (ISBN 978-2-7021-8182-9, BNF 13617187)[2].

### Livre numérique
- Guillaume Musso, Skidamarink, Paris, éditions Calmann Lévy, 30 septembre 2020 (ISBN 978-2-7021-8206-2)[2].

### Livre audio
- Guillaume Musso (narrateur : Rémi Bichet), Skidamarink, Paris, éditions audiolib, 20 janvier 2021 (ISBN 979-1-0354-0527-4 et 979-1-0354-0496-3)[3].